# Nick Thompson
Nick Thompson (Southampton, 5 de mayo de 1986) es un deportista británico que compite en vela en la clase Laser.
Ganó seis medallas en el Campeonato Mundial de Laser entre los años 2009 y 2016, y cuatro medallas en el Campeonato Europeo de Laser entre los años 2017 y 2019. Participó en los Juegos Olímpicos de Río de Janeiro 2016, ocupando el sexto lugar en la clase Laser.

## Palmarés internacional
| \| Campeonato Mundial \| Campeonato Mundial \| Campeonato Mundial \| Campeonato Mundial \| \| Año \| Lugar \| Medalla \| Clase \| \| ------------------ \| -------------------------- \| ------------------ \| ------------------ \| \| 2009 \| Halifax (Canadá) \| Medalla de bronce \| Laser \| \| 2010 \| Isla Hayling (Reino Unido) \| Medalla de plata \| Laser \| \| 2011 \| Perth (Australia) \| Medalla de plata \| Laser \| \| 2014 \| Santander (España) \| Medalla de bronce \| Laser \| \| 2015 \| Kingston (Canadá) \| Medalla de oro \| Laser \| \| 2016 \| Nuevo Vallarta (México) \| Medalla de oro \| Laser \| \| Campeonato Europeo \| \| \| \| \| Año \| Lugar \| Medalla \| Clase \| \| 2007 \| Hyères (Francia) \| Medalla de bronce \| Laser \| \| 2014 \| Split (Croacia) \| Medalla de bronce \| Laser \| \| 2017 \| Barcelona (España) \| Medalla de oro \| Laser \| \| 2019 \| Oporto (Portugal) \| Medalla de plata \| Laser \| |                            |                   |       |
| Campeonato Mundial |                            |                   |       |
| Año | Lugar                      | Medalla           | Clase |
| 2009 | Halifax (Canadá)           | Medalla de bronce | Laser |
| 2010 | Isla Hayling (Reino Unido) | Medalla de plata  | Laser |
| 2011 | Perth (Australia)          | Medalla de plata  | Laser |
| 2014 | Santander (España)         | Medalla de bronce | Laser |
| 2015 | Kingston (Canadá)          | Medalla de oro    | Laser |
| 2016 | Nuevo Vallarta (México)    | Medalla de oro    | Laser |
| Campeonato Europeo |                            |                   |       |
| Año | Lugar                      | Medalla           | Clase |
| 2007 | Hyères (Francia)           | Medalla de bronce | Laser |
| 2014 | Split (Croacia)            | Medalla de bronce | Laser |
| 2017 | Barcelona (España)         | Medalla de oro    | Laser |
| 2019 | Oporto (Portugal)          | Medalla de plata  | Laser |